# Берген (Средња Франконија)
Берген (њем. Bergen) општина је у њемачкој савезној држави Баварска. Једно је од 27 општинских средишта округа Вајсенбург-Гунценхаузен. Према процјени из 2010. у општини је живјело 1.113 становника. Посједује регионалну шифру (AGS) 9577115.

## Географски и демографски подаци
Берген се налази у савезној држави Баварска у округу Вајсенбург-Гунценхаузен. Општина се налази на надморској висини од 539 метара. Површина општине износи 19,9 km². У самом мјесту је, према процјени из 2010. године, живјело 1.113 становника. Просјечна густина становништва износи 56 становника/km².